# بولنت اجویت
مصطفی بولنت اجویت (۱۹۲۵–۲۰۰۶) سیاست‌مدار، شاعر، نویسنده، روزنامه‌نگار ترک و نخست‌وزیر پیشین ترکیه بود.

## زندگی
او در استانبول به دنیا آمد و در کالج رابرت استانبول درس خواند. در دهه ۱۹۵۰ به آمریکا رفت. او به هنگام تحصیل در روزنامه‌های آنجا کار می‌کرد.
پس از بازگشت به ترکیه به حزب جمهوریت خلق پیوست و در ۱۹۵۷ به نمایندگی مجلس ترکیه انتخاب و در ۱۹۷۲ نخست‌وزیر ترکیه شد.
وی در دوران نخست‌وزیری خود در سال ۱۹۷۴ نقش کلیدی در تصمیم گیری برای حمله نظامی به قبرس برای حمایت از ترک‌های قبرس که منجر به اشغال شمال قبرس توسط نیروهای نظامی ترکیه شد داشت. همچنین در سال ۱۹۹۹ دستگیری عبدالله اوجالان در کنیا و انتقال وی به ترکیه در دوران کفالت نخست‌وزیری وی انجام شد.
به عنوان شاعر و نویسنده و مترجم او آثار بسیاری از جمله ترجمه شعرهای تی. اس. الیوت را منتشر کرده‌است.
اجویت در پنجم نوامبر ۲۰۰۶ پس از مدتی طولانی که در حال اغما بود درگذشت.